# Luce County
Luce County ist ein County im Bundesstaat Michigan der Vereinigten Staaten. Der Verwaltungssitz (County Seat) ist Newberry. Das U.S. Census Bureau hat bei der Volkszählung 2020 eine Einwohnerzahl von 5339 ermittelt.

## Geographie
Das County liegt im Nordosten der Oberen Halbinsel von Michigan, grenzt im Norden an den Lake Superior, einem der 5 großen Seen, und hat eine Fläche von 4952 Quadratkilometern, wovon 2613 Quadratkilometer Wasserfläche sind. Es grenzt im Uhrzeigersinn an folgende Countys: Chippewa County, Mackinac County, Schoolcraft County und Alger County.

## Geschichte
Luce County wurde 1887 aus Teilen des Chippewa County und des Mackinac County gebildet. Benannt wurde es nach Cyrus G. Luce, einem Gouverneur von Michigan.
Ein Gebäude im County, das Luce County Sheriff’s House and Jail, ist im National Register of Historic Places eingetragen (Stand 30. November 2017).

## Demografische Daten

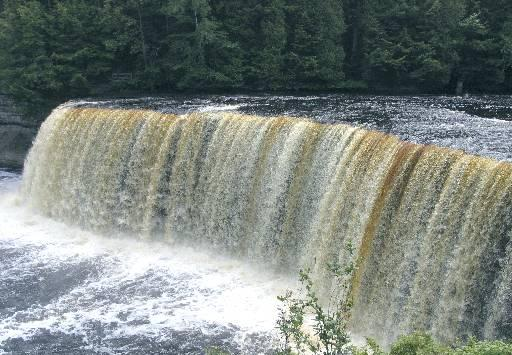
Die Tahquamenon Falls im Tahquamenon Falls State Park

Nach der Volkszählung im Jahr 2000 lebten im Luce County 7.024 Menschen in 2.481 Haushalten und 1.739 Familien. Die Bevölkerungsdichte betrug 3 Einwohner pro Quadratkilometer. Ethnisch betrachtet setzte sich die Bevölkerung zusammen aus 82,84 Prozent Weißen, 7,52 Prozent Afroamerikanern, 5,54 Prozent amerikanischen Ureinwohnern, 0,36 Prozent Asiaten, 0,03 Prozent Bewohnern aus dem pazifischen Inselraum und 0,47 Prozent aus anderen ethnischen Gruppen; 3,25 Prozent stammten von zwei oder mehr Ethnien ab. 1,75 Prozent der Bevölkerung waren spanischer oder lateinamerikanischer Abstammung.
Von den 2.481 Haushalten hatten 29,5 Prozent Kinder unter 18 Jahren, die bei ihnen lebten. 57,9 Prozent waren verheiratete, zusammenlebende Paare, 8,5 Prozent waren allein erziehende Mütter und 29,9 Prozent waren keine Familien. 26,3 Prozent waren Singlehaushalte und in 12,1 Prozent lebten Menschen im Alter von 65 Jahren oder darüber. Die Durchschnittshaushaltsgröße betrug 2,40 und die durchschnittliche Familiengröße lag bei 2,86 Personen.
21,4 Prozent der Bevölkerung waren unter 18 Jahre alt. 8,6 Prozent zwischen 18 und 24 Jahre, 30,5 Prozent zwischen 25 und 44 Jahre, 24,1 Prozent zwischen 45 und 64 Jahre und 15,4 Prozent waren 65 Jahre oder älter. Das Durchschnittsalter betrug 39 Jahre. Auf 100 weibliche Personen kamen 124,7 männliche Personen. Auf 100 Frauen im Alter von 18 Jahren und darüber kamen statistisch 132,8 Männer.
Das jährliche Durchschnittseinkommen eines Haushalts betrug 32.031 USD, das Durchschnittseinkommen einer Familie 36.359 USD. Männer hatten ein Durchschnittseinkommen von 31.427 USD, Frauen 21.101 USD. Das Prokopfeinkommen betrug 16.828 USD. 12,0 Prozent der Familien und 14,9 Prozent der Bevölkerung lebten unterhalb der Armutsgrenze.

## Orte im County
- Betty B Landing
- Carpenter Landing
- Danaher
- Deer Park
- Dollarville
- Fourmile Corner
- Helmer
- Laketon
- Lencel
- Marks
- McLeods Corner
- McMillan
- Natalie
- Newberry
- Pine Stump Junction
- Roberts Corner

Townships
- Columbus Township
- Lakefield Township
- McMillan Township
- Pentland Township